# William Lanne

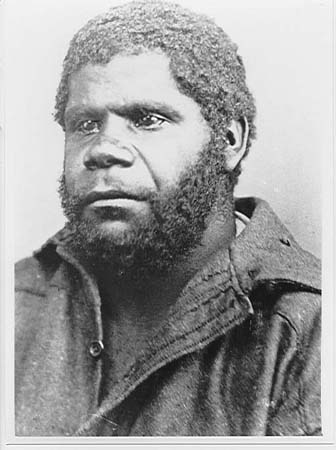
William Lanne (ca. 1866)

William Lanne (ook bekend onder de namen William Lanney, William Lanny, King Billy of Billy; Coal River ca. 1835 - Hobart, 3 maart 1869) was een Aboriginal van Tasmanië. Hij was getrouwd met Trucanini.

## Leven
William Lanne werd rond 1835 geboren aan de Coal River in het zuidoosten van Tasmanië als jongste van vijf kinderen. Zijn oorspronkelijke naam is niet bekend. Zijn familie kwam in contact met de Britse prediker George Augustus Robinson die tussen 1824 en 1839 over het eiland trok om Aboriginals te beschermen tegen het geweld aan het pioniersfront. Robinson had al een groep Aboriginals om zich verzameld, waaronder Trucanini en Wurati (ook Woorrad(d)y, Wo(u)reddy, Mutteellee of The Doctor genoemd).. De familie van Lanne sloot zich bij Robinson aan en vertrok in 1842 met de groep naar Wybalenna op Flinderseiland.

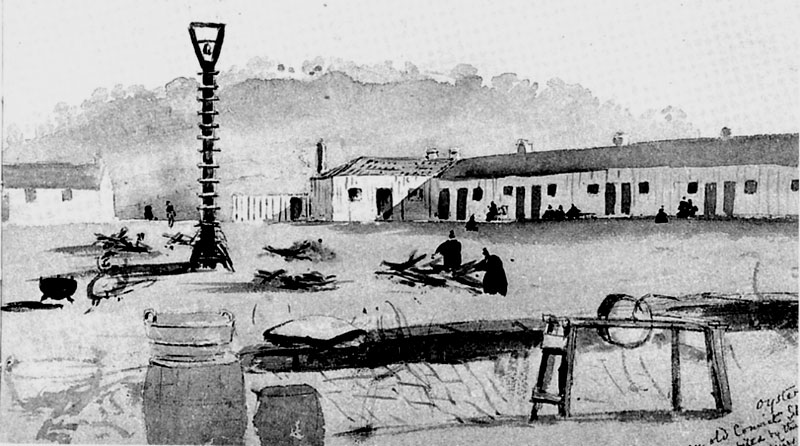
Oyster Cove (1849)

Robinson beloofde de groep veiligheid en voedsel, maar door zijn pogingen ze te kerstenen en boeren van hen te maken, ondermijnde hij hun cultuur en gewoontes nog verder. Het gevolg was dat de groep langzaam wegkwijnde en er in 1847 nog maar 47 van de 134 personen over waren. Deze werden overgebracht naar Oyster Cove nabij Hobart. Lanne werd op 28 december 1847 in het weeshuis Queen’s Orphanage Asylum in New Town (Hobart) geplaatst. Hij ging naar school en kreeg godsdienstles. Een document uit deze periode vermeldt dat hij goed kon lezen en schrijven en dat hij intelligent was.
In 1853 werd hij als leerjongen bij de boer William Rumney geplaatst in de huidige regio Clarence. Na enige tijd vertrok hij naar Oyster Cove en monsterde hij aan op walvisjagers, waar hij de bijnaam King Billy kreeg. Hobart was in die tijd een belangrijk centrum voor de walvisvaart en zeehondenjacht.
In 1866 bezocht hij Engeland. Van zijn verblijf daar is weinig tot niets bekend. In 1868 ontmoette Lanne in Hobart Alfred van Saksen-Coburg en Gotha, de Hertog van Edinburgh. Hij en Truganini waren toen nog de enige overlevenden van Robinsons groep. Tussen maart 1868 en februari 1869 maakte Lanne een lange reis aan boord van de walvisjager Runnymede. Hij verkeerde inmiddels in een slechte gezondheid en overleed enkele weken na zijn terugkomst.

## De mythe van de laatste Tasmaanse Aboriginals
Lange tijd was het geldende narratief dat William Lanne en Truganini de laatste Tasmaanse Aboriginals waren. Er zijn echter Aboriginals van gemengde afkomst die de twee hebben overleefd. Veel Aboriginal vrouwen trouwden (vaak noodgedwongen) met walvis- en robbenjagers die zich op de eilanden in de Straat Bass vestigden. Hun nakomelingen noemen zichzelf Palawa. Een tweede groep, de Lia Pootah, claimen op basis van oral history afstammelingen te zijn van Tasmaanse Aboriginals die op het vasteland hebben overleefd door relaties aan te gaan met Europese kolonisten. Alleen de Palawa worden als officiële nakomelingen beschouwd. De Lia Pootah kunnen daardoor bijvoorbeeld geen landrechten claimen.

## Schending van William Lanne’s stoffelijk overschot

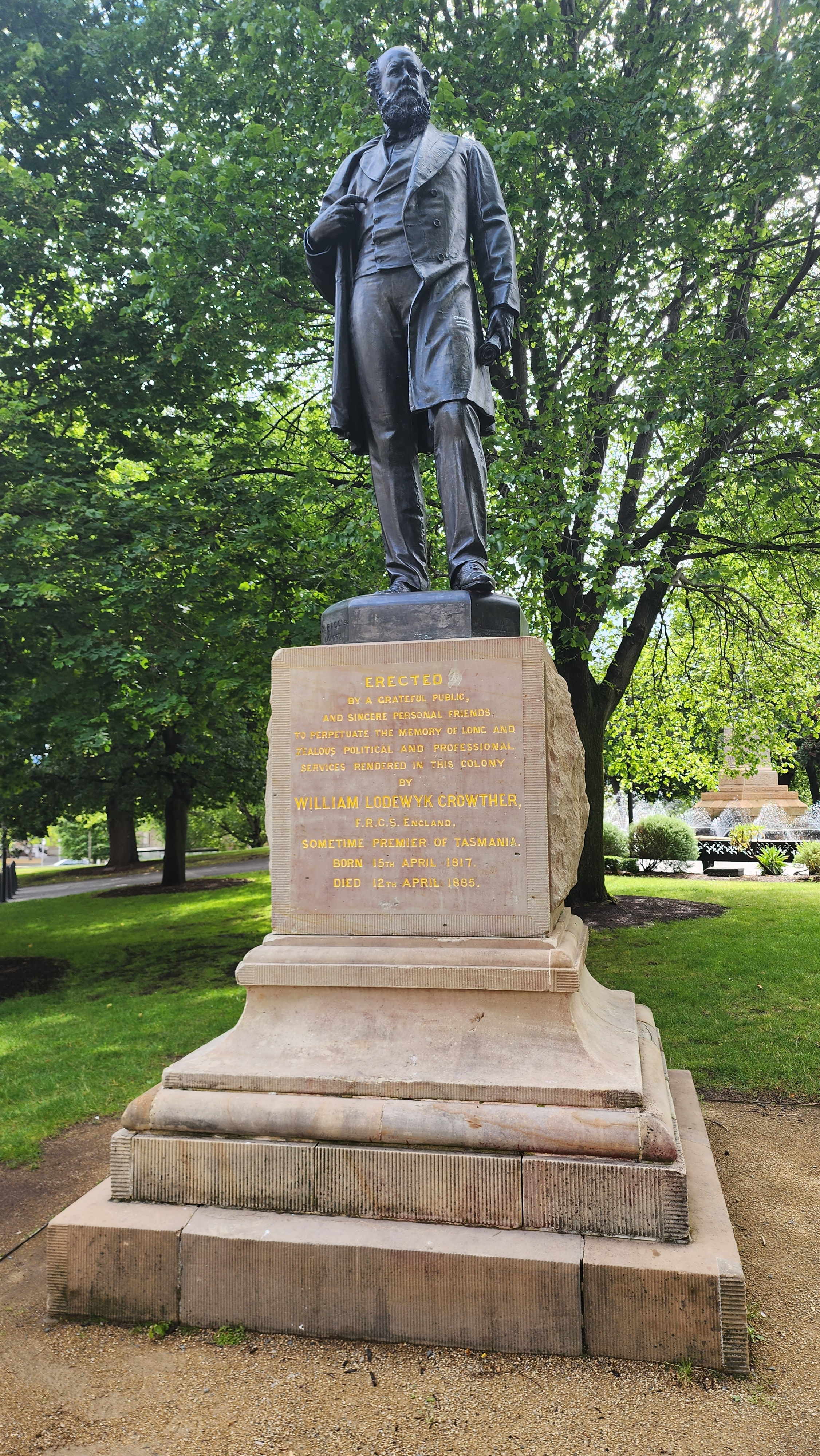
William Crowther (Franklin Square, Hobart)

Omdat William Lanne en Trucanini samen werden beschouwd als de laatste Tasmaanse Aboriginals, ontstond er een ware run op Lanne’s stoffelijk overschot. Zijn lichaam werd diverse malen geschonden als gevolg van een concurrentiestrijd tussen het Royal College of Surgeons of England in London en de Royal Society of Tasmania die het beide voor wetenschappelijke doeleinden wilden hebben. Direct na het overlijden van Lanne verwijderde de chirurg en latere premier van Tasmanië, William Crowther, Lanne’s schedel en verving deze door de schedel van een andere overledene. De schedel wilde hij naar London sturen om zo in de gunst van het gerenommeerde Royal College te komen. Zijn ingreep werd ontdekt. Daarop verwijderde de Tasmaanse chirurg George Stokell de handen en voeten van het lichaam. Stokell voelde zich verbonden met de Tasmaanse Royal Society en wilde zo voorkomen dat de concurrentie het hele lichaam in bezit kreeg. Na de begrafenis van Lanne stal Stokell Lanne’s stoffelijk overschot uit het graf, voordat Crowther dit kon doen.
Lanne’s schedel werd daadwerkelijk overgebracht naar Engeland, waar hij naar de School of Anatomy van de Universiteit van Edinburgh werd gestuurd.  In 1991 repatrieerde de Universiteit alle 307 Aboriginals in haar bezit naar Australië, waaronder zeer waarschijnlijk ook de schedel van Lanne. De Universiteit beweerde echter dat de betreffende schedel onterecht als Lanne's schedel was geïdentificeerd. Het was niet mogelijk dit concreet na te gaan, omdat er volgens de Universiteit door de ouderdom van de menselijke resten geen documentatiemateriaal meer beschikbaar was. De nabestaanden uitten daarop het vermoeden dat documentatie bewust achter werd gehouden om herkomstonderzoek zo moeilijk mogelijk te maken. Wetenschappers van de Universiteit waren namelijk tegen de repatriëring, omdat daardoor belangrijk wetenschappelijk onderzoeksmateriaal verloren zou gaan. Of zijn schedel werkelijk weer in Tasmanië is, zal waarschijnlijk voor altijd onduidelijk blijven. Lanne’s handen en voeten werden gevonden in de ruimtes van de Royal Society of Tasmania in Hobart waar tegenwoordig het Tasmanian Museum and Art Gallery is gevestigd. Waar de rest van het stoffelijk overschot is gebleven, is onbekend.
Op Franklin Square in Hobart staat een standbeeld van William Crowther. In 2020 overhandigde Palawa-oudste Michael Mansell een lijst met 40 punten aan premier Gutwein, waarvan er een de verwijdering van het standbeeld betreft, o.a. in verband met de Lanne-kwestie.

## Nederlandstalige literatuur
Er zijn twee boeken in het Nederlands verschenen die het verhaal van de Tasmaanse Aboriginals en George Augustus Robinson op poëtische wijze vertellen. Hoe het einde van de wereld te verdragen: een recept van dokter Wooreddy is een vertaling van een roman van de Nyungah-schrijver Mudrooroo. Begraaf me over de bergen van de Vlaamse jeugdauteur Ed Franck is een roman gelardeerd met passages uit officiële historische documenten en krantenartikelen.